# قره‌دمیرچی
قره‌دمیرچی (به لاتین: Qaradəmirçi) یک منطقه مسکونی در جمهوری آذربایجان است که در شهرستان بردع واقع شده است. قره‌دمیرچی ۴۵۶ نفر جمعیت دارد.